# (1373) Cincinnati
(1373) Cincinnati – planetoida należąca do zewnętrznej części pasa głównego asteroid okrążająca Słońce w ciągu 6 lat i 114 dni w średniej odległości 3,41 au. Została odkryta 30 sierpnia 1935 roku w Mount Wilson Observatory  przez Edwina Hubble'a. Nazwa planetoidy pochodzi od Cincinnati Observatory. Przed jej nadaniem planetoida nosiła oznaczenie tymczasowe (1373) 1935 QN.